# GG Возничего
GG Возничего (лат. GG Aurigae) — одиночная переменная звезда в созвездии Возничего на расстоянии (вычисленном из значения параллакса) приблизительно 4675 световых лет (около 1433 парсеков) от Солнца. Видимая звёздная величина звезды — от +14,6m до +13,7m.

## Характеристики
GG Возничего — красная пульсирующая полуправильная переменная звезда типа SRB (SRB) спектрального класса M. Эффективная температура — около 3292 К.